# Luigi Maroni Biroldi
Luigi Maroni Biroldi (Varese, 14 agosto 1790 – Novara, 15 maggio 1842) è stato un organaro italiano.
Nipote di Eugenio Biroldi (che essendo morto senza figli ne fa il suo erede e gli trasmette il secondo cognome), svolge la sua attività prevalentemente in Piemonte. Muore prematuramente a Novara mentre sta conducendo lavori di manutenzione all'organo del Duomo. La bottega passa quindi al figlio Eugenio Maroni Biroldi.

## Opere
Alcuni dei suoi lavori più importanti:
- s.d.: Arona (NO), chiesa della Visitazione – attribuzione
- 1819: Campertogno (VC), chiesa parrocchiale – intervento
- 1821: Rassa (VC), chiesa parrocchiale – organo nuovo
- 1822: Varallo (VC), S. Maria delle Grazie – ricostruzione
- 1825: Colazza (NO), chiesa parrocchiale – organo nuovo
- 1825: Crevacuore (BI), S. Maria Assunta – organo nuovo
- 1827: Guardabosone (VC), chiesa parrocchiale – organo nuovo
- 1827: Serravalle Sesia (VC), santuario di Sant'Euseo - ricostruzione
- 1829: Scopa (VC), chiesa parrocchiale – ricostruzione
- 1830 ca.: Albizzate (VA), chiesa parrocchiale – organo nuovo
- 1831: Casalbuttano ed Uniti (CR), chiesa parrocchiale – organo nuovo
- 1831: Varese, Sacro Monte – ricostruzione
- 1832: Laveno-Mombello (VA), prepositurale - intervento
- 1833: Ghiffa (VB), chiesa arcipretale di S. Maurizio della Costa – organo nuovo (ampliato da Giovanni Franzetti)
- 1834: Novara, Cattedrale – organo nuovo (nel 1870 trasferito a Ghemme, NO)
- 1835: Crevola (VC), chiesa parrocchiale – organo nuovo
- 1837: Cannobio (VB), basilica di S. Vittore – organo nuovo
- 1837: Quarna Sotto (VB), chiesa parrocchiale – organo nuovo
- 1838: Inarzo (VA), chiesa parrocchiale – organo nuovo
- 1839: Vercelli, S. Andrea – organo nuovo
- 1840: Mede (PV), chiesa parrocchiale – organo nuovo
- 1840: Milano, Santa Maria del Carmine – organo nuovo
- 1840 ca.: Casale Litta (VA), S. Biagio – organo nuovo
- 1842: Novara, Cattedrale – intervento
- 1846?: Vigevano, Chiesa di Santa Maria della Neve